# Frédéric d’Oelsnitz
Frédéric d’Oelsnitz (* 25. Oktober 1970 in Nizza) ist ein französischer Jazz- und Fusionmusiker (Piano, Keyboards, auch Trompete, Komposition).

## Leben und Wirken
D’Oelsnitz erhielt zunächst klassischen Klavierunterricht, bevor er sich seit Ende der 1980er Jahre dem Jazz widmete. 1992 begann er, mit dem Kontrabassisten Bibi Rovère zu spielen. 1994 kam es in den Jazzclubs von Paris zu Begegnungen mit Aldo Romano und J.-F. Jenny-Clark, André Persiani, George Brown sowie Xavier Richardeau. 1996 gründete er gemeinsam mit Rovère, François Chassagnite und Bernard Weidman die Band Epistrophy, die bei den Festivals in Nizza und Münster auftrat. 1997 begleitete er Éric Le Lann, Éric Barret und Doudou Gouirand. Seit 1998 gehörte er zur Band von Jean-Marc Jafet mit Denis Leloup, Lionel und Stéphane Belmondo, Olivier Ker Ourio, Robin Laurent und Emanuele Cisi. Mit François Chassagnite entstand 1999 im Quartett mit Fabrice Bistoni und Yoann Serra das Album Un poco loco. 2001 spielte er mit Christian Escoudé, Jean-Marc Jafet und Yoann Serra. Im Pacific Trio mit François Gallix und Yoan Serra, das auch mit Nelson Veras auftrat, nahm er das Album Live at maïoun do Bebop auf und konzertierte bei den Nancy Jazz Pulsations 2003.
Ende 2002 wurde D’Oelsnitz Mitglied in der Gruppe Magma von Christian Vander, mit der er in den nächsten Jahren in Europa und den USA tourte. 2006 begleitet er Eric Lelann, Bibi Rovere, Mathieu Donarier. Weiterhin spielte er 2007/2008 mit Stephane Belmondo und Luis Augusto, Christian Escoudé und Emanuele Cisi, Michel Perez, Christian Vander Quartett, Alain Brunet. 2008 entstand sein Debütalbum The Pool Cue and the Piano im eigenen Trio mit François Gallix und StLoï Dëwëhlünnephane Foucher, auf dem er auch Kornett im Bläsersatz spielte. Auf einigen Magma-Alben wird d’Oelsnitz unter seinem kobaïanischen Pseudonym Loï Dëwëhlünn erwähnt.
2009 trat D’Oelsnitz dem Nice Jazz Orchestra unter der Leitung des Saxophonisten und Arrangeurs Pierre Bertrand bei, das 2011 sein Album Parade herausbrachte und im selben Jahr Roberta Gambarini und Michel Legrand beim Nice Jazz Festival begleitete. Daneben spielte er im Quartett von Christian Vander und war 2011 an dessen Album L’homme suprême beteiligt. Seit 2012 gehörte er zur Jimi Brown Experience, die sich dem Werk von Jimi Hendrix und James Brown verpflichtete (gleichnamiges Album). Dann schloss er sich wieder Christian Vander an und trat mit diesem und Jean-Marc Jafet am Bass im Trio auf. Daraus entstand Vanders Trio Offering, das in erweiterter Besetzung das Live-Album Concert Triton 2013 vorlegte. Weiterhin bildete er ein Duo mit seiner Lebensgefährtin, der Sängerin Sandrine Destefanis. 2014 gewann er mit seinem Trio (Géraud Portal, Kontrabass, Stéphane Foucher, Schlagzeug) den Wettbewerb beim Nice Jazz Festival. Das führte zu einem weiteren Auftritt 2015 einen Auftritt bei diesem Festival und zum Trio-Album Fresh Time (2016). Er arbeitet zudem in einem Orgeltrio und ist ferner auf Alben von Stella Vander, Yves Lecoq und Richard Manetti zu hören.